# Elatostema manhaoense
Elatostema manhaoense är en nässelväxtart som beskrevs av Wen Tsai Wang. Elatostema manhaoense ingår i släktet Elatostema och familjen nässelväxter. Inga underarter finns listade i Catalogue of Life.